# Морнос
Мо́рнос (греч. Μόρνος) — река в Греции. Длина 70 километров. Исток находится на южном склоне Эты. Протекает к югу между Вардусией, Этой, Гьоной и горами Лидорикиона (Όρη Λιδωρικίου). Рядом с тесниной Лидорикиона сворачивает к западу, по узкой долине протекает на юго-запад, а затем сворачивает на юг и впадает в Коринфский залив близ границы с заливом Патраикосом, к востоку от Нафпактоса. Устье образует небольшой участок с постоянными наносами ила. Площадь водосбора 1180 квадратных километров.
На реке существует одноимённое водохранилище. В мае 1969 года начато строительство земляной плотины в 7 километрах к западу от Лидорикиона, завершённое в 1979 году. Высота плотины 126 м, ширина у основания 595 м. Объём плотины 17 млн м³. Плотина является одной из крупнейших в Европе. В 1981 году водохранилище было заполнено. Полезный объём водохранилища 630 млн м³. .
В древности река была известна как Гилеф (Илеф, др.-греч. Ὕλαιθος).